# Garons
Garons település Franciaországban, Gard megyében. Lakosainak száma 5244 fő (2022. január 1.). Garons Bellegarde, Bouillargues, Caissargues és Saint-Gilles községekkel határos.

## Népesség
A település népességének változása:
| Lakosok száma | 1317 | 2788 | 3648 | 4219 | 4687 | 4786 | 4895 | 4940 | 5035 | 5244 |
|               | 1968 | 1982 | 1990 | 2006 | 2013 | 2015 | 2017 | 2019 | 2020 | 2022 |